# Nadia Khiari
Nadia Khiari (en árabe: نادية خياري‎; 21 de mayo de 1973) es una caricaturista, pintora, grafitera y profesora de arte tunecina. Es especialmente conocida por sus crónicas y colecciones de dibujos animados sobre las primaveras árabes, particularmente por su personaje Willis el gato, apodado el "Gato de la Revolución" en algunas fuentes.

## Trayectoria
Khiari se graduó en la Facultad de Artes Plásticas de Aix-en-Provence, Francia, y es profesora de la Facultad de Bellas Artes de Túnez. En 2013 recibió el doctorado honoris causa de la Universidad de Lieja.

## Primavera Árabe
Su trabajo se ha publicado en Siné Mensuel, Courrier International y Zelium . En críticas al líder ahora depuesto, Ben Ali, creó en enero de 2011 un personaje de dibujos animados, el gato Willis como una salida en Facebook para expresar sus sentimientos sobre la Primavera Árabe, y ahora tiene más de 41.000 seguidores. Confesó que dibuja "para quitarle el calor a determinadas situaciones". Debido a las estrictas políticas del régimen de Ali sobre las críticas, para evitar ser encarcelada se vio obligada a "aprender a engañar, a sugerir en lugar de decir". Sobre su obra y la revolución ha dicho: "Para mí no es un trabajo. Es una libertad. Como si estuviera naciendo. Antes de la revolución, era una zombi. Pienso, pero no puedo expresarme. Entonces no me sentí como si estuviera viva. Con la revolución nací, como un bebé. Mi primer grito fue mi dibujo. Y ahora para mí es una revolución en mi arte, totalmente. Finalmente puedo expresarme y decir lo que pienso y criticar al gobierno. Para mí finalmente puedo dedicarme a mi pasión: los dibujos animados". Aparte de sus dibujos animados, también es conocida por su trabajo como artista de grafiti.

## Reconocimientos
Ha recibido importantes reconocimientos por su obra de arte. Ha sido galardonada con el Premio Honoré Daumier durante el Segundo Encuentro Internacional de Caricaturas por la Paz en Caen (2012), el Premio Internacional de Sátira Política en Forte dei Marmi (2014), y el Premio Agora Med al Diálogo Intercultural en el Mediterráneo (2015).
En 2016 fue nombrada una de las 100 mujeres destacadas por la BBC. En septiembre de 2016 presentó su trabajo en el Festival Le Monde.